# Björn Linder

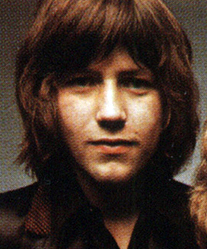
Björn Linder i bandet Blond (1969)

Björn Johan Linder, född 26 oktober 1948 i Hyltebruk, är en svensk gitarrist.
Linder kom som åttaåring till Borås, där han växte upp på stadsdelen Sjöbo. Han spelade i mycket unga år fiol, men övergick senare till gitarr och var medlem i hobbyband som Chapmen, Woodpeckers och Palmes. Han blev senare medlem i bandet Blond (en ombildning av Tages) från Göteborg, med vilket han spelade  och senare i Marsfolket.
Linder har även medverkat på skivinspelningar med bland andra Sam Ellison, Kerstin Forslund, Agnetha Fältskog, Claes af Geijerstam, Ted Gärdestad, Hansson de Wolfe United, Harpo, Tomas Ledin, Lill Lindfors, Peter Lundblad, Ola Magnell, Nils-Åke Runeson, Janne Schaffer, Svenne & Lotta, Owe Thörnqvist, Cornelis Vreeswijk och Sylvia Vrethammar. Han har även spelat med Jimi Hendrix och John Mayall. Han är sedan 1995 bosatt i Frufällan utanför Borås.